# یوری (خواننده مکزیکی)

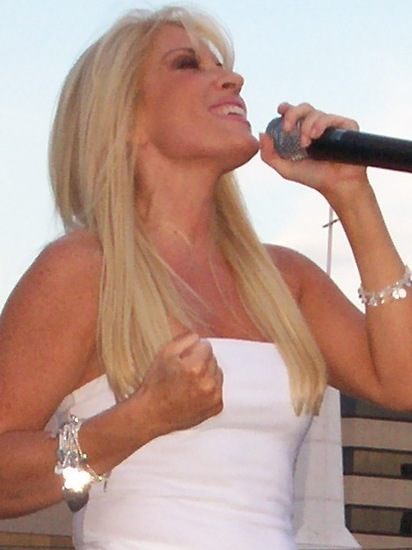

یوریدیا بالنسوئلا کانسکو (اسپانیایی: Yuridia Valenzuela Canseco‎؛ ‏۶ ژانویه ۱۹۶۴)، که با نام هنری یوری شناخته می‌شود، خواننده، بازیگر و مجری تلویزیونی مکزیکی است.
او کار خود را به عنوان یک خواننده نوجوان در مکزیک آغاز و در سال ۱۹۷۸ اولین آلبوم خود را با نام Ilumina tu vida را منتشر کرد ولی پس از شرکت در جشنواره آهنگ OTI در سال ۱۹۸۰ به شهرت رسید
در دهه ۱۹۸۰ و اوایل دهه ۱۹۹۰، او خود را به عنوان یکی از محبوب‌ترین خوانندگان موسیقی پاپ در مکزیک و آمریکای لاتین با آهنگ‌های موفقی مانند "Maldita primavera", "When the Tide Go down", "It's Her More than Me" و … معرفی کرد.
یوری در دوران کودکی و به موازات آموزش در مدرسه رقص باله را آموخت و پس از شرکت در یک مسابقه در سن یازده سالگی، بورسیه تحصیلی برای باله بولشوی روسیه گرفت ولی به دلیل مخالفت والدینش از آن استفاده نکرد برای جبران، مادرش تصمیم گرفت او را به عنوان یک خواننده تبدیل کند.